# Engelbrekt Parish
Parroquia de Engelbrekt (en sueco: Engelbrekts församling) es una parroquia en el distrito eclesiástico de Östermalm (kontrakt) en la Diócesis católica de Estocolmo, Suecia. La parroquia está ubicada en el Municipio de Estocolmo en el Condado de Estocolmo. La parroquia forma su propio pastorado.

## Historia
La Parroquia de Engelbrekt se formó el 1 de mayo de 1906 (por decisión del 15 de abril de 1904) a través de un desprendimiento de la Parroquia de Hedvig Eleonora. La parroquia ha compuesto su propio pastorado desde el 1 de mayo de 1906.

## Ubicación
La Parroquia de Engelbrekt cubre un área desde el extremo norte de Ålkistan, el extremo este de Värtahamnen y el extremo sur de Stureplan. La frontera con el Centro de Estocolmo sigue Tegeluddsvägen, Lidingövägen, Brahegatan y Birger Jarlsgatan.